# Ormosia sentis
Ormosia sentis là một loài ruồi trong họ Limoniidae. Chúng phân bố ở miền Tân bắc.